# Schwester Kenny
Schwester Kenny (OT: Sister Kenny) ist ein US-amerikanischer Spielfilm von 1946 mit Rosalind Russell und Alexander Knox in der Hauptrollen unter der Regie von Dudley Nichols. Der Film schildert das Leben und Wirken der australischen Krankenschwester Elizabeth Kenny, die mit ihrem innovativen Ansatz zur Behandlung von Menschen, die an Kinderlähmung erkrankten, auf heftigen Widerstand von Seiten der Schulmedizin stieß. Der Film ist ein typisches Beispiel für das Genre des biografischen Films, das insbesondere seit dem Aufkommen des Tonfilms einen großen Aufschwung erfuhr. Gleichzeitig steht der Film mit seinem Fokus auf die Kämpfe und Auseinandersetzungen von Elizabeth Kenny gegen männliche Vorurteile und gesellschaftliche Beschränkungen gegenüber Frauen ganz in der erzählerischen Tradition des sog. „woman’s picture“.

## Handlung
1911 kehrt die Krankenschwester Elizabeth Kenny zurück in die Outbacks von Australien. Gegen den ausdrücklichen Rat ihres väterlichen Freundes und Ausbilders Dr. Aeneas McDonnell will Kenny den Menschen fernab jeder Zivilisation helfen und Gutes tun. Einige Zeit später wird Schwester Kenny, wie sie jeder nennt, zur kleinen Dorrie McIntyre gerufen, die unter starken Schmerzen im Bein leidet. Bald stellt sich heraus, dass das Mädchen an der Kinderlähmung erkrankt ist, die gerade ganz Australien heimsucht. Obwohl es keine offizielle Behandlung gegen die Krankheit gibt, schafft es Kenny durch Beobachtung des Verlaufs, einen neuartigen Therapieansatz zu entwickeln. Statt wie bisher den Betroffenen strikte Bettruhe zu verordnen, entwickelt Elizabeth Kerry einen physiotherapeutischen Ansatz, der helfen soll, die betroffenen Muskeln zu stärken und die eingeschränkte Mobilität wiederherzustellen. Gegen stärksten Widerstand von Seiten der Schulmedizin beginnt sich die neuartige Methode durchzusetzen. Schließlich siedelt Elizabeth in die USA über und gründet an der University of Minnesota ein Forschungsinstitut, das die von ihr entwickelte Methode wissenschaftlich erforschen und weiterentwickeln soll. Obwohl sich auch hier die offiziellen Stellen ablehnend verhalten, gibt der Erfolg von tausenden geheilten Patienten Schwester Kenny am Ende Recht.

## Hintergrund
Rosalind Russell war seit Anfang der 1940er zu einer hochbezahlten Darstellerin in Komödien aufgestiegen. Zunehmend unzufrieden mit den Rollenangeboten, beschloss die Schauspielerin auch ernsthafte Rollen zu übernehmen. Die Idee, einen biografischen Film über die australische Krankenschwester Elizabeth Kenny zu drehen, lag insoweit nahe, als Russell Kenny persönlich kannte. Ihr Sohn Lance litt nach seiner Geburt an einer Muskelschwäche im Bein, die erst durch Anwendung der von Kenny entwickelten Therapie beseitigt werden konnte.
Der Film war seit 1943 in Planung, doch gab es immer wieder Verzögerungen. Zunächst war Clifford Odets als Drehbuchautor geplant, ehe Dudley Nichols, ein enger Freund von Rosalind Russell, die Aufgabe übernahm. Als Regisseur war Jean Renoir vorgesehen, ehe Nichols auch diese Funktion an sich zog. Die Handlung basiert im Wesentlichen auf der Autobiografie von Kenny, nimmt sich jedoch einige dramaturgische Freiheiten. Dudley Nichols und Rosalind Russell arbeiteten unmittelbar im Anschluss bei Mourning Becomes Electra wieder zusammen.

## Schwester Kennyals biografischer Film
Ein Hauptkennzeichen bildete die Schilderung des Konfliktes der Titelfigur, die ihre Errungenschaften/Erfindungen, Ideen oder Innovationen erst gegen den – meist erbitterten – Widerstand der Gesellschaft Anerkennung verschaffen muss, am Ende jedoch stets Erfolg hat. Dabei wird die Schilderung des Einzelnen gleichzeitig herausgelöst aus dem historischen Gesamtkontext und sein letztlicher Erfolg über die Unvernunft als schicksalhafte Bestimmung dargestellt.

„Der biopic konzentriert sich auf Geschicke des Einzelnen und blendet die historischen und gesellschaftlichen Beziehungen aus. Die Darstellung von einzelnen, klar umrissenen Episoden über prägende Erlebnisse, zeitweilige Anfechtungen und den letztendlichen Triumph des Einzelnen verstärken den Eindruck, dass die eigene Persönlichkeit und die eigene Bestimmung deckungsgleich sind.“

Die narrative Struktur in Schwester Kenny folgt eng diesem Konzept, indem sich das Drehbuch auf einzelne ausgewählte Episoden konzentriert. Im Mittelpunkt steht die Schilderung von Kenny vorzugsweise im erfolgreichen Kampf gegen Bigotterie, Repressionen und Unvernunft. Die gesellschaftliche Gesamtsituation, in der sich Kenny bewegt wird beschrieben, eine Analyse der Ursachen erfolgt jedoch nicht.
Während sich biografische Filme über Männer vornehmlich mit ihren öffentlichen Taten und Handlungen und damit ihrem beruflichen Erfolg beschäftigen, werden bei weiblichen Heldinnen deren innere emotionale Konflikte, die sich aus den Ansprüchen ihrer öffentliche Aufgabe an sie und den rivalisierenden Forderungen des Privatlebens ergeben, in den Fokus gestellt. Im Mittelpunkt steht fast immer eine ausführliche Darstellung der notwendigen emotionalen Opfer und persönlichen Verzichtsleistungen im Gefühlsleben, die für den öffentlichen Erfolg notwendig sind.

## Kinoauswertung
Der Film kostete rund 1.200.000 US-Dollar und erwies sich an der Kinokasse als Reinfall. Am Ende hatte das Studio einen Verlust in Höhe von 660.000 US-Dollar zu verzeichnen.

## Kritiken
Die Kritiken waren durchwachsen. Der Vorwurf lautete, das Drehbuch würde nur sehr unzureichend über die Hintergründe der langjährigen medizinischen Kontroverse berichten.
Bosley Crowther fand in The New York Times deutliche Worte für die Schwächen der Inszenierung.

„Indem er vollständig die immer noch bestehende medizinische Kontroverse ausblendet, die die Kenny-Methode auslöst, [...], verleitet der Film zu einem  ungerechten und gefährlichen Eindruck. Bei seinem Bestreben Schwester Kenny in einem rosigen Licht darzustellen, vernebelt er zu sehr die tatsächlichen Begleitumstände.“

## Auszeichnungen
Auf der Oscarverleihung 1947 gab es eine Nominierung in der Kategorie:
- Beste Hauptdarstellerin – Rosalind Russell

Bei den Golden Globe Awards 1947 gab es Auszeichnungen in den Kategorien:
- Beste Hauptdarstellerin – Rosalind Russell